# أباتو
أباتو (بالفرنسية: Apatou)‏ هي بلدية توجد في جويانا الفرنسية، وأقليم ما وراء بحريّ لفرنسا في أمريكا الجنوبية. أنشئت بلدية أباتو في 12 نوفمبر 1976 بفصل إقليمها من بلدية غراند سانتي.